# Masashi Otani
Masashi Otani (大谷 昌司 Otani Masashi?, nacido el 17 de abril de 1983 en Gunma) es un exfutbolista japonés. Jugaba de centrocampista y su último club fue el Arte Takasaki de Japón.

## Trayectoria

### Clubes
| Club                 | País  | Año         |
| -------------------- | ----- | ----------- |
| Kashima Antlers      | Japón | 2002 - 2004 |
| Albirex Niigata      | Japón | 2005 - 2006 |
| Japan Soccer College | Japón | 2006 - 2008 |
| Arte Takasaki        | Japón | 2008 - 2009 |

## Palmarés

### Títulos nacionales
| Título         | Club            | País  | Año  |
| -------------- | --------------- | ----- | ---- |
| Copa J. League | Kashima Antlers | Japón | 2002 |